# Grotta di Sapore I
La grotta di Sapore I (in persiano غار شاپور‎) si trova sui Monti Zagros, nel sud dell'Iran, a circa 6 km dall'antica città di Bishapur. È ubicata presso Kazerun nella valle di Chogan, che era il luogo del polo (persiano čōgān چُوگان), in epoca sasanide.

## La grotta
Nella grotta, sul quarto dei cinque terrazzi, si trova la statua colossale di Sapore I, il secondo sovrano dell'impero Sasanide. La statua è stata scolpita da una stalagmite. L'altezza della statua è di 7 m e le sue spalle sono 2 m larghe, mentre le sue braccia sono 3 m lunghe.
Circa 1400 anni fa, dopo l'invasione dell'Iran da parte degli arabi e il crollo della dinastia dei Sasanidi, questa grande statua fu abbattuta e una parte delle sue gambe fu spezzata. Circa 70 anni fa, ancora, alcune parti delle sue braccia erano rotte. La statua era rimasta a terra per circa 14 secoli fino al 1957 quando, su ordine dello Shah Mohammad Reza Pahlavi, un gruppo di suoi militari la sollevò e aggiustò il piede con ferro e cemento. Il progetto di innalzare la statua, costruire le strade da Bishapur all'area e i sentieri della montagna, le scale e le recinzioni di ferro sulla strada per la grotta impiegò sei mesi.
La lunghezza dell'ingresso della grotta è di circa 16 m con un'altezza inferiore a 8 m. Dietro la statua, nella profondità della grotta, ci sono tre antichi bacini d'acqua. Su entrambi i lati della statua, le pareti rocciose della grotta sono state preparate per i rilievi mediante livellamento, ma i rilievi non sono mai stati realizzati. Si dice che oltre a questa gigantesca statua di Sapore I, la tomba di questo grande uomo si trovi anche da qualche parte in questa grotta. Un'altra leggenda - secondo la credenza locale - indica che Sapore, essendo stato sconfitto in una battaglia, si imbatté in questa grotta perdendosi, da allora e il suo corpo non è mai stato recuperato.

## Il racconto di Robert Byron
La statua fu visitata nel 1934 dallo scrittore Robert Byron che la descrisse nel suo libro di viaggio La via per l'Oxiana: